# WWE Hell in a Cell
WWE Hell in a Cell é um evento de luta profissional produzido anualmente pela WWE, uma promoção de wrestling profissional baseada em Connecticut. É transmitido ao vivo e disponível apenas através de pay-per-view (PPV) e dos serviços de transmissão ao vivo Peacock e WWE Network. Realizado pela primeira vez em 2009, o conceito do show vem do Hell in a Cell da WWE, no qual os competidores lutam dentro de uma estrutura de célula coberta de 6 metros de altura ao redor do ringue e da área do ringue. Cada partida do evento principal do card é disputada sob a estipulação do Hell in a Cell, enquanto uma ou duas outras partidas do Hell in a Cell podem ocorrer na eliminatória.
Hell in a Cell substituiu No Mercy no slot de outubro do calendário pay-per-view da WWE. Em 2018, foi transferido para o slot de setembro, mas retornou para outubro do ano seguinte antes de passar para junho de 2021. Hell in a Cell foi introduzido durante o primeiro período de extensão da marca da WWE, e o evento inaugural contou com as marcas Raw, SmackDown e ECW. A ECW foi dissolvida em 2010 e a primeira divisão da marca terminou em 2011. A divisão da marca retornou em 2016, e o evento daquele ano foi realizado exclusivamente para o Raw, enquanto o evento de 2017 foi exclusivo do SmackDown. Os PPVs exclusivos da marca foram descontinuados após a WrestleMania 34 em 2018. Durante a pandemia do COVID-19 (2020-2021), Hell in a Cell foi o único evento PPV a ser realizado duas vezes na bolha bio-segura da WWE chamada ThunderDome; o evento de 2021 também foi o último PPV a ser realizado no ThunderDome antes da WWE retomar a turnê ao vivo em julho daquele ano.

## História
No início de 2009, a World Wrestling Entertainment (WWE) fez uma enquete em seu site permitindo que os fãs escolhessem o nome do pay-per-view (PPV) de outubro daquele ano, que apresentaria a luta Hell in a Cell da promoção. Hell in a Cell foi escolhido sobre No Escape, Locked Up e Rage in a Cage. O Hell in a Cell PPV inaugural aconteceu em 4 de outubro de 2009, substituindo o PPV de outubro anterior da WWE, No Mercy. Embora originalmente disponível apenas em PPV, também se tornou disponível no serviço de streaming online da WWE, a WWE Network, começando com o evento de 2014, e depois também Peacock em 2021 após a versão americana da WWE Network se fundir sob Peacock em março que ano.
O evento foi introduzido durante o primeiro período de extensão da marca da WWE, onde a promoção dividiu sua lista em marcas onde os lutadores foram designados exclusivamente para se apresentar. O evento inaugural, por sua vez, contou com lutadores das marcas Raw, SmackDown e ECW, mas seria o único a apresentar a ECW, pois a marca foi dissolvida em fevereiro de 2010. Em abril de 2011, a promoção deixou de usar seu nome completo, com "WWE" se tornando um inicialismo órfão. Naquele agosto, a primeira extensão de marca terminou. O evento de 2011 foi o primeiro realizado após o fim da divisão da marca e foi notável por apresentar a primeira luta triple threat disputada dentro do Hell in a Cell.

## Conceito
O conceito do show vem do Hell in a Cell da WWE, no qual os competidores lutam dentro de uma estrutura de célula coberta de 20 pés de altura ao redor do ringue e da área do ringue. Cada partida do evento principal do card é disputada sob a estipulação do Hell in a Cell, enquanto uma ou duas outras partidas do Hell in a Cell podem ocorrer na eliminatória.[1][2] Variantes da estipulação do Hell in a Cell foram apresentadas, algumas das quais são "primeiras", por exemplo, o evento de 2011 teve a primeira luta de ameaça tripla disputada dentro da estrutura do Hell in a Cell.[9] O evento de 2018 também viu um redesenho da estrutura Hell in a Cell, que foi inteiramente pintada de vermelho carmesim e ficou menor, com os fios sendo menos flexíveis, tornando a estrutura mais forte, porém mais leve.[20]

## Eventos
|  | Evento da marca Raw |  | Evento da marca SmackDown |

| 1                                                 | Hell in a Cell (2009) | 4 de outubro de 2009   | Newark, Nova Jersey     | Prudential Center                   | D-Generation X (Shawn Michaels e Triple H) vs. The Legacy (Cody Rhodes e Ted DiBiase) em uma luta de duplas Tornado Hell in a Cell              |  |
| 2                                                 | Hell in a Cell (2010) | 3 de outubro de 2010   | Dallas, Texas           | American Airlines Center            | Kane (c) vs. The Undertaker em uma luta Hell in a Cell pelo Campeonato Mundial dos Pesos Pesados                                                |  |
| 3                                                 | Hell in a Cell (2011) | 2 de outubro de 2011   | Nova Orleans, Luisiana  | New Orleans Arena                   | John Cena (c) vs. Alberto Del Rio vs. CM Punk em uma luta Triple Threat Hell in a Cell pelo Campeonato da WWE                                   |  |
| 4                                                 | Hell in a Cell (2012) | 28 de outubro de 2012  | Atlanta, Geórgia        | Philips Arena                       | CM Punk (c) vs. Ryback em uma luta Hell in a Cell pelo Campeonato da WWE                                                                        |  |
| 5                                                 | Hell in a Cell (2013) | 27 de outubro de 2013  | Miami, Flórida          | American Airlines Arena             | Daniel Bryan vs. Randy Orton em uma luta Hell in a Cell pelo título vago da WWE com Shawn Michaels como árbitro convidado especial              |  |
| 6                                                 | Hell in a Cell (2014) | 26 de outubro de 2014  | Dallas, Texas           | American Airlines Center            | Dean Ambrose vs. Seth Rollins em uma luta Hell in a Cell                                                                                        |  |
| 7                                                 | Hell in a Cell (2015) | 25 de outubro de 2015  | Los Angeles, California | Staples Center                      | Brock Lesnar vs. The Undertaker em uma luta Hell in a Cell                                                                                      |  |
| 8                                                 | Hell in a Cell (2016) | 30 de outubro de 2016  | Boston, Massachusetts   | TD Garden                           | Sasha Banks (c) vs. Charlotte Flair em uma luta Hell in a Cell pelo Campeonato Feminino do Raw                                                  |  |
| 9                                                 | Hell in a Cell (2017) | 8 de outubro de 2017   | Detroit, Michigan       | Little Caesars Arena                | Kevin Owens vs. Shane McMahon em uma luta Falls Count Anywhere Hell in a Cell                                                                   |  |
| 10                                                | Hell in a Cell (2018) | 16 de setembro de 2018 | San Antonio, Texas      | AT&T Center                         | Roman Reigns (c) vs. Braun Strowman em uma luta Hell in a Cell pelo Campeonato Universal da WWE com Mick Foley como árbitro convidado especial. |  |
| 11                                                | Hell in a Cell (2019) | 6 de outubro de 2019   | Sacramento, California  | Golden 1 Center                     | Seth Rollins (c) vs. "The Fiend" Bray Wyatt em uma luta Hell in a Cell pelo Campeonato Universal da WWE                                         |  |
| 12                                                | Hell in a Cell (2020) | 25 de outubro de 2020  | Orlando, Flórida        | WWE ThunderDome no Amway Center     | Drew McIntyre (c) vs. Randy Orton em uma luta Hell in a Cell pelo Campeonato da WWE                                                             |  |
| 13                                                | Hell in a Cell (2021) | 20 de junho de 2021    | Tampa, Flórida          | WWE ThunderDome no Yuengling Center | Bobby Lashley (c) vs. Drew McIntyre em uma luta última chance Hell in a Cell pelo Campeonato da WWE                                             |  |
| 14                                                | Hell in a Cell (2022) | 5 de junho de 2022     | Rosemont, Illinois      | Allstate Arena                      | Cody Rhodes vs. Seth "Freakin" Rollins em uma luta Hell in a Cell                                                                               |  |
| (c) – refere-se ao(s) campeão(s) indo para a luta |                       |                        |                         |                                     | |  |

Notas
1. ↑  Este também foi o cash- in do Money in the Bank de Braun Strowman, que foi anunciado antes do evento.